# Mimoceps insignis
Mimoceps insignis är en insektsart som beskrevs av Philip Reese Uhler 1890. Mimoceps insignis ingår i släktet Mimoceps och familjen ängsskinnbaggar. Inga underarter finns listade i Catalogue of Life.